# 伊拉·雷姆森
伊拉·雷姆森（英語：Ira Remsen，1846年2月10日—1927年3月4日）是一位美国化学家，1901年成为约翰斯·霍普金斯大学第二任校长，1902年任美国化学学会会长，1907年至1913年间任美国国家科学院主席，1923年获普利斯特里奖，知名于与康斯坦丁·法勒伯格共同发现了重要的糖替代品——糖精。